# Max Meser
Max Meser (Sabadell, 24 juli 1992) is een Spaanse singer-songwriter en rockmuzikant.

## Biografie
Max Meser Juliana is geboren en opgegroeid in de Spaanse stad Sabadell, aan de Costa Brava. De singer-songwriter vertrok in 2012 naar Amsterdam om zijn muzikale geluk te beproeven.
In 2014 namen manager Phil Tilli (ex-Moke) en producer Matthijs van Duijvenbode Meser onder de vleugels. In die periode formeerde de Spaanse muzikant zijn band, waarin zijn jeugdvriend Isaac Wadsworth een plek kreeg naast drumster Gini Cameron en bassist Mano Hollestelle.
In oktober 2015 werd de eerste single ‘Weak For Love’ uitgebracht door PIAS. Kort daarna werd Meser uitgeroepen tot 3FM Serious Talent en ging de zanger mee op tournee met de Nederlandse zanger Douwe Bob.
Max Meser bracht in 2016 zijn debuutalbum ‘Change’ uit en presenteerde deze plaat in april in Melkweg Amsterdam. In november 2016 kondigde Meser in DWDD aan dat hij begin 2017 een nieuw album gaat opnemen met Andy Crofts (bekend van The Moons en Paul Weller) als producer. In 2017 gaat Max Meser mee op tour met Paul Weller en zal hij tijdens zijn shows in Nederland het voorprogramma verzorgen.

## Discografie

### Albums
- 2016 - Change
- 2017 - Pictures
- 2020 - Another Swing

### Singles
- 2015 - "Weak For Love"
- 2016 - "One Day"
- 2016 - "Hard To Say"